# Centaurea aspera

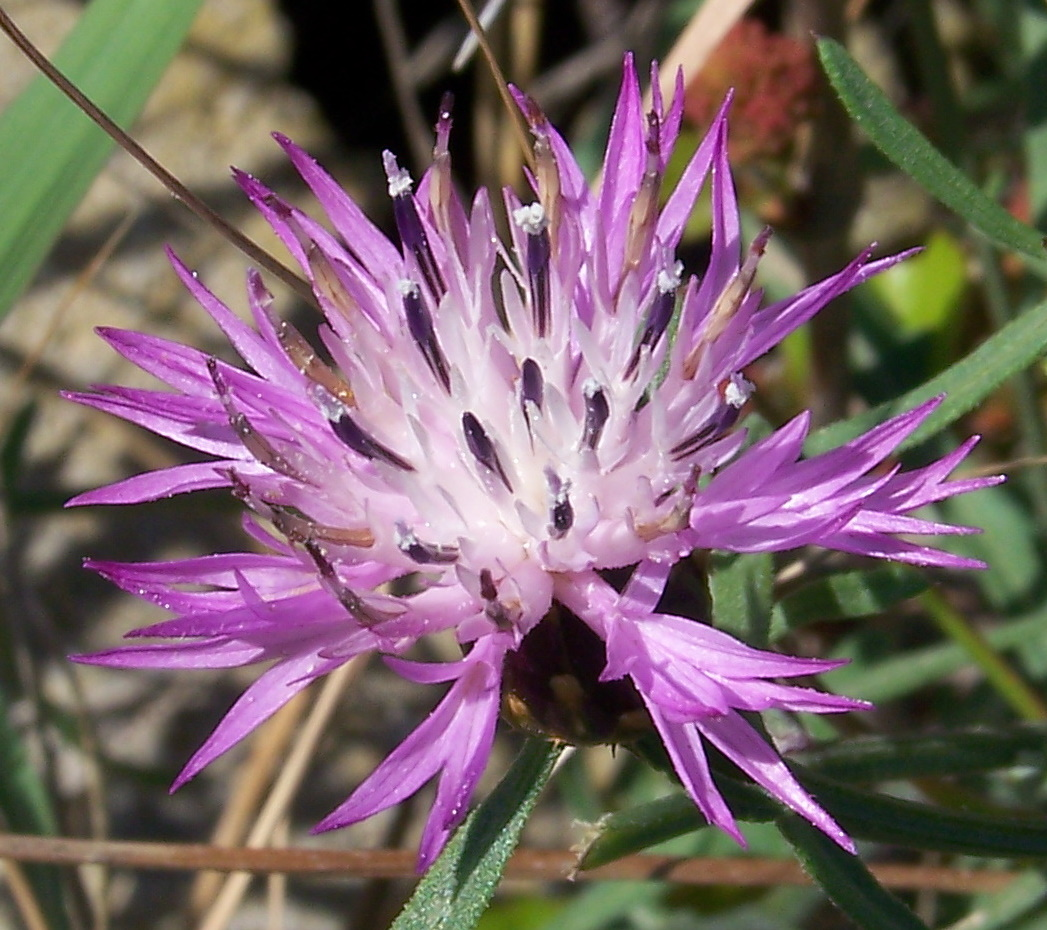
Capítulo en antesis : vista subcenital

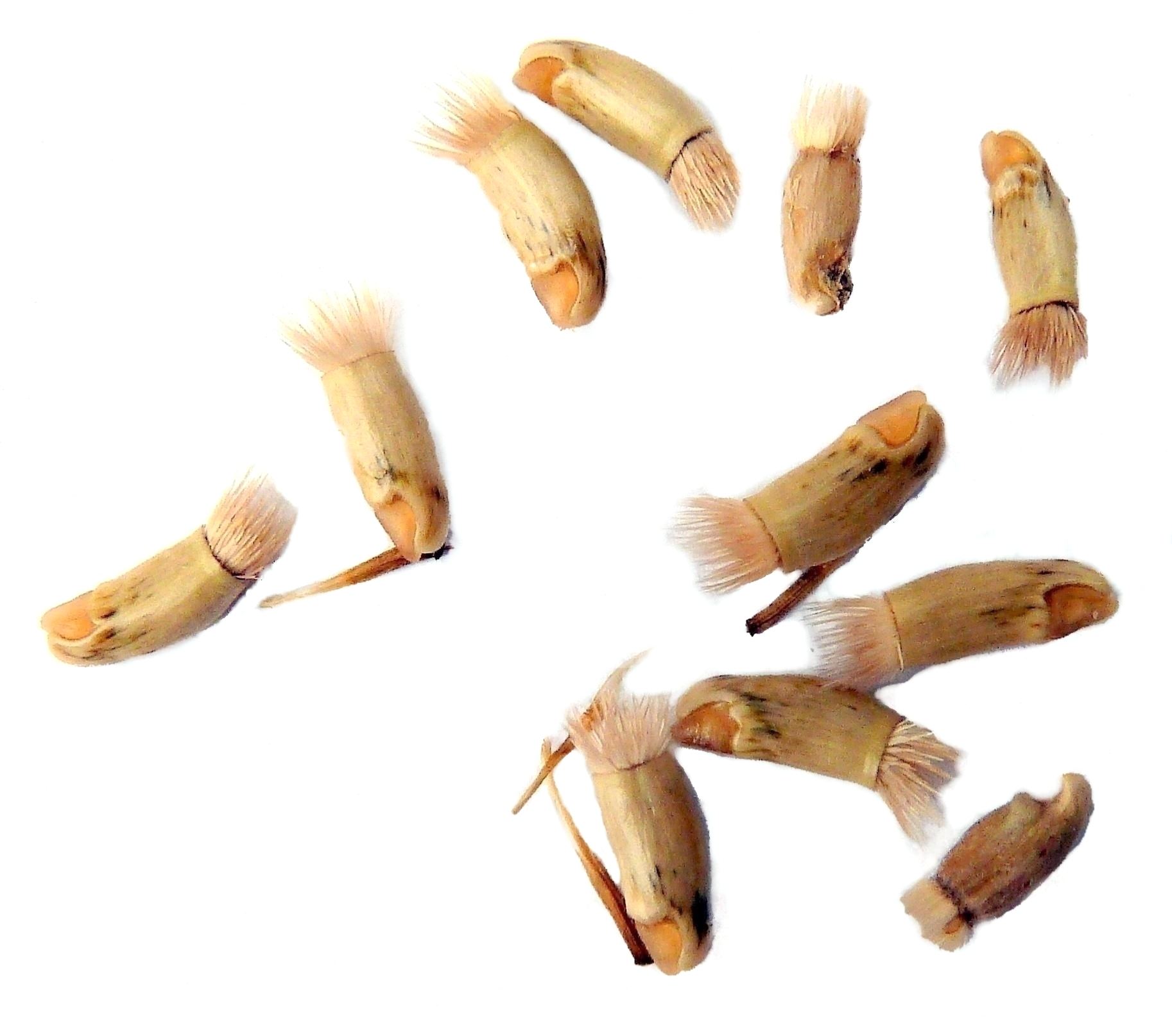
Cipselas con eleosoma

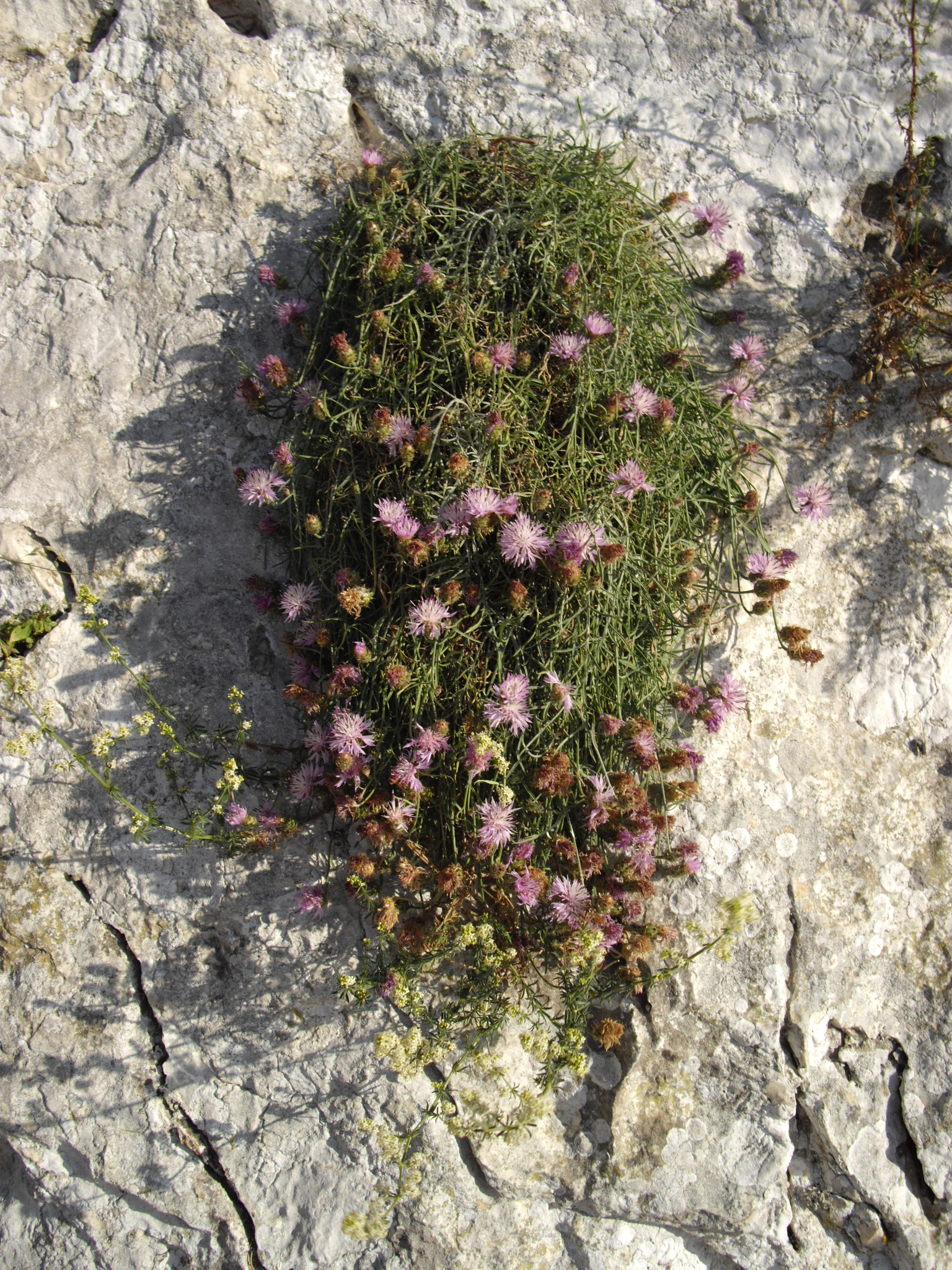
La subespecie stenophylla en uno de sus múltiples hábitats.

Centaurea aspera es una planta herbácea del género Centaurea sensu lato de la familia de las Compuestas, abundante en el Mediterráneo. En los sistemas de clasificación modernos pertenece al subgénero Seridia, Jussieu, Gen. Pl., 173, 1789.

## Descripción
Es una planta vivaz y ramificada, generalmente algo rastrera. Las hojas son divididas en lóbulos acuminados más o menos espinulosos, con las superiores generalmente sin lobular. Los Capítulos tienen flores púrpuras flosculosas, con flores las periféricas  más grandes que las internas y estériles. Las brácteas del involucro tienen un apéndice terminado en tres/cinco pequeñas espinas, erectas o curvadas, de las cuales la más interna es la de mayor longitud. Especie de lo más variable, en particular en hojas y brácteas, lo que ha llevado a la creación de una decena de taxones infraespecíficos de los cuales solo 4 son aceptados y el resto son meros sinónimos de la especie nominal.

## Características
- Órganos reproductores
  - Tipo de inflorescencia: capítulos solitarios.
  - Sexualidad:  hermafrodita.
  - Polinización:  entomófila
  - Fenología: junio a septiembre.
- Fruto:
  - Tipo: cipsela (aquenio con vilano escamoso corto y eleosoma).
  - Diseminación: gravidez y zoocoria (Mirmecocoria, eso es dispersión por hormigas).
- Hábitat y distribución
  - Hábitat tipo: muy variable.
  - Distribución: mediterránea a mediterráneo-atlántica. Introducida en Europa septentrional[3] y en Estados Unidos (Estado de Nueva York)[4]
- Citología: 2n=22[5]

## Propiedades
- Principios activos: contiene derivados del beta-sitosterol, heterósidos cianogénicos y lactonas sesquiterpénicas de tipo germacranólido.[6]

- Indicaciones: es aperitivo, digestivo, ligeramente hipoglucemiante, antiséptico, antiinflamatorio, colerético, colagogo. Indicado para anorexia, dispepsias hiposecretoras, diabetes, disquinesia hepatobiliar. Cuando se prescriba a diabéticos, se deberá controlar la glucemia para ajustar, si es necesario, las dosis de insulina o de antidiabéticos orales.[6] Se usa la planta florida. Infusión uso interno: una cucharada de postre por taza, dos o tres tazas al día, antes de las comidas. Infusión uso externo: 60 a 80 g/l, en forma de baños.[6]

## Taxonomía
Centaurea aspera fue descrita por Carlos Linneo y publicado en Species Plantarum, vol. 2, p. 916 en 1753.
Etimología
Centaurea: nombre genérico que procede del Griego kentauros, hombres-caballos que conocían las propiedades de las plantas medicinales.
aspera: epíteto latino con el mismo significado, aplicable a las inflorescencias de la planta.
Taxones infraespecíficos aceptados
- Centaurea aspera subsp. gentilii (Braun-Blanq. & Maire) Dobignard
- Centaurea aspera subsp. pseudosphaerocephala (Shuttlew. ex Rouy) Gugler
- Centaurea aspera subsp. scorpiurifolia (Dufour) Nyman
- Centaurea aspera subsp. stenophylla (Dufour) Nyman[2] - Se distingue por su hojas superiores lineales, estrechas, densamente tomentosas y enteras y por su involucro más grande y globular, mientras la subespecie nominal (C. aspera aspera) tiene las hojas superiores más anchas, lanceoladas, dentadas/espinosas y verdosas.[8]

Sinonimia
- Alophium tenuifolium Cass. in F.Cuvier
- Calcitrapa aspera (L.) Cass.
- Calcitrapa heterophylla Moench
- Calcitrapa parviflora Lam.
- Calcitrapoides aspera (L.) Holub
- Calcitrapoides heterophylla Holub
- Centaurea aspera var. aspera
- Centaurea aspera subsp. parcespinosa Sennen
- Centaurea aspera var. praetermissa DC.
- Centaurea aspera var. subinermis DC.
- Centaurea alophium DC.
- Centaurea auriculata Pers.
- Centaurea diversifolia Lag. ex Boiss.
- Centaurea heterophylla Willd.
- Centaurea isnardii L.
- Centaurea parviflora Lam. nom. inval.
- Centaurea praetermissa Martrin-Donos
- Centaurea scorpiurifolia Dufour
- Centaurea seridis Loisel. non L.
- Cistrum asperum Hill
- Cistrum isnardi Hill[2]

## Nombres comunes
- Castellano: abrepuños, amargos, bovenaga, brasera, cañaladrera, cabrarao, cardito digitado, cardo, centaura, centaurea áspera, esbarcera, escobas amargas, escobas amargosas, frasera, frasnialadro, mormaga, pañaladro, panialadro, paniarado, peñaladro, peñalao, peñarao, quebrarao, quiebra araos, quiebra arreos, quiebracamas, quiebralao, quiebrarao, quiebraraos, rompearao, trabalera, tramaladro, tramaladros. En cursiva los más extendidos y corrientes.[9]